# 下浮穴郡

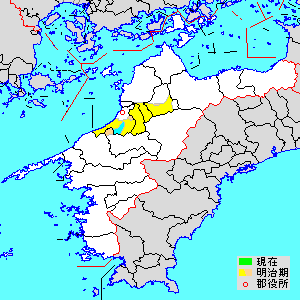
愛媛県下浮穴郡の範囲（薄黄：後に他郡に編入された区域 水色：後に他郡から編入した区域）

下浮穴郡（しもうけなぐん）は、愛媛県に存在した郡。

## 郡域
1878年（明治11年）に行政区画として発足した当時の郡域は、下記の区域にあたる。
- 松山市の一部（井門町、森松町、南高井町以南）
- 伊予市の一部（双海町各町・中山町出渕・中山町栗田・中山町佐礼谷・平岡・上唐川・両澤・鵜崎）
- 東温市の一部（牛渕、田窪、見奈良、南方、則之内、河之内より南西）
- 伊予郡砥部町の全域
- 喜多郡内子町の一部（石畳）
- 大洲市の一部（田処の一部）

## 歴史

### 郡発足までの沿革
- 「旧高旧領取調帳」に記載されている明治初年時点での伊予国浮穴郡のうち後の本郡域の支配は以下の通り。（61村）

| 知行 | 知行           | 村数 | 村名 |
| ---- | -------------- | ---- | --- |
| 藩領 | 伊予松山藩     | 26村 | 久谷村、窪野村、井門村、森松村、高井村、北野田村、南野田村、牛淵村、田窪村、見奈良村、吉久村、南方村、河之内村、則之内村、井内村、上林村、下林村、上村、津吉村、中野村、小村、東方村、浄瑠璃寺村、恵原町村、西野村、上野村                                 |
| 藩領 | 伊予大洲藩     | 30村 | 多居谷村、猿谷村、中野川村、総津村、石畳村、堺村、麓村、串村、大久保村、高岸村、上灘村、高野川村、出淵村、佐礼谷村、宮内村、河井村、七折村、大角蔵村、外山村、五本松村、万年村、北川毛村、千足村、川登村、満穂村、玉谷村、栗田村、鵜崎村、両沢村、上唐川村 |
| 藩領 | 伊予新谷藩     | 4村  | 高市村、岩谷口村、大南村、大平村 |
| 藩領 | 大洲藩・新谷藩 | 1村  | 麻生村 |

- 明治4年
  - 7月14日（1871年8月29日） - 廃藩置県により松山県、大洲県、新谷県の管轄となる。
  - 11月15日（1871年12月26日） - 第1次府県統合により、全域が宇和島県の管轄となる。
- 明治5年
  - 5月15日（1872年6月20日） - 旧松山県（概ね現在の松山市域・東温市域）が石鉄県の管轄となる。
  - 6月23日（1872年7月28日） - 宇和島県の管轄地域が神山県の管轄となる。
- 明治6年（1873年）2月20日 - 全域が愛媛県の管轄となる。
- 明治初年 - 高井村の一部（河原分）が分立して河原村となる。（62村）

### 郡発足以降の沿革
- 明治11年（1878年）
  - 12月16日 - 郡区町村編制法の愛媛県での施行により、見奈良村ほか62村の区域に下浮穴郡が発足。「伊予下浮穴郡役所」が伊予郡郡中湊町に設置され、同郡とともに管轄。
  - このころまでに麓村が石畳村に合併。（61村）
- 明治15年（1882年） - 堺村が喜多郡田処村に合併。（60村）

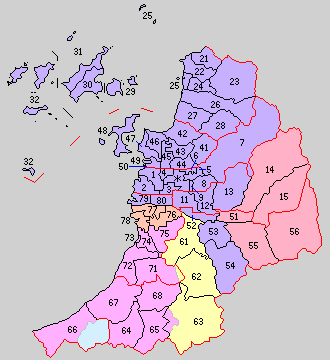
51.南吉井村 52.浮穴村 53.荏原村 54.坂本村 55.拝志村 56.三内村 61.原町村 62.砥部村 63.広田村 64.中山村 65.出淵村 66.下灘村 67.上灘村 68.佐礼谷村（紫：松山市 桃：伊予市 赤：東温市 黄：伊予郡砥部町 水色：喜多郡内子町 1 - 9は温泉郡 11 - 15は久米郡 21 - 32は風早郡 41 - 50は和気郡 71 - 80は伊予郡）

- 明治22年（1889年）12月15日 - 町村制の施行により、下記の各村が発足[6]。（14村）
  - 南吉井村 ← 見奈良村、田窪村、牛淵村、南野田村、北野田村（現・東温市）
  - 浮穴村 ← 高井村、森松村、井門村（現・松山市）
  - 荏原村 ← 津吉村、中野村、河原村、東方村、小村、上野村、西野村、恵原町村（現・松山市）
  - 坂本村 ← 浄瑠璃寺村、窪野村、久谷村（現・松山市）
  - 拝志村 ← 上林村、下林村、上村（現・東温市）
  - 三内村 ← 河之内村、則之内村、井内村（現・東温市）
  - 原町村 ← 麻生村、宮内村、千足村、河井村、七折村、大角蔵村（現・伊予郡砥部町）
  - 砥部村 ← 外山村、北川毛村、五本松村、大南村、岩谷口村、大平村、川登村、万年村（現・伊予郡砥部町）
  - 広田村 ← 多居谷村、猿谷村、総津村、中野川村、高市村、玉谷村、満穂村（現・伊予郡砥部町）、栗田村（現・伊予市）
  - 中山村 ← 出淵村［一部］、喜多郡中山村（現・伊予市）
  - 出淵村 ← 出淵村［大部分］（現・伊予市）
  - 下灘村 ← 串村、大久保村（現・伊予市）、石畳村（現・喜多郡内子町）
  - 上灘村 ← 高岸村、上灘村、高野川村（現・伊予市）
  - 佐礼谷村（単独村制。現・伊予市）
  - 南方村・吉久村が久米郡川上村の一部となる。
  - 鵜崎村・両沢村・上唐川村が伊予郡南山崎村の一部となる。
- 明治30年（1897年）4月1日 - 郡制の施行により、温泉郡・久米郡・風早郡・和気郡および伊予郡の一部（垣生村・余土村）・下浮穴郡の一部（南吉井村・浮穴村・荏原村・坂本村・拝志村・三内村）の区域を改めて温泉郡、伊予郡の一部（垣生村・余土村を除く）・下浮穴郡の一部（原町村・砥部村・広田村・中山村・出淵村・佐礼谷村・上灘村・下灘村）の区域を改めて伊予郡、としてそれぞれが発足する。同日に下浮穴郡は廃止する。

### 変遷表
| 1889年4/1      | 1889年 - 1912年7/29       | 1889年 - 1912年7/29 | 1889年 - 1912年7/29                           | 1912年7/30 - 1926年12/24                      | 1926年12/25 - 1954年                          | 1955年 - 1989年1/6        | 1955年 - 1989年1/6                                                           | 1955年 - 1989年1/6                                                  | 1989年1/7 - 現在                 | 現在   |
| -------------- | ------------------------- | ------------------- | --------------------------------------------- | --------------------------------------------- | --------------------------------------------- | ------------------------- | ---------------------------------------------------------------------------- | ------------------------------------------------------------------- | -------------------------------- | ------ |
| 伊予郡南山崎村 | 南山崎村                  | 南山崎村            | 南山崎村                                      | 南山崎村                                      | 南山崎村                                      | 南山崎村                  | 伊豫市                                                                       | 伊豫市                                                              | 2005年4月1日 編入の上改称 伊予市 | 伊予市 |
| 伊予郡南山崎村 | 南山崎村                  | 南山崎村            | 南山崎村                                      | 南山崎村                                      | 南山崎村                                      | 南山崎村                  | 鵜崎地区の一部                                                               | 1958年11月1日 伊豫市から鵜崎地区の一部を編入し 同地区を鵜ノ崎と改称 | 2005年1月1日 編入 砥部町         | 砥部町 |
| 砥部村         | 1897年4月1日 伊予郡へ移行 | 砥部村              | 砥部村                                        | 砥部村                                        | 1928年11月10日 町制 砥部町                    | 1955年3月31日 砥部町      | 1955年3月31日 砥部町                                                         | 1958年11月1日 伊豫市から鵜崎地区の一部を編入し 同地区を鵜ノ崎と改称 | 2005年1月1日 編入 砥部町         | 砥部町 |
| 原町村         | 1897年4月1日 伊予郡へ移行 | 原町村              | 原町村                                        | 原町村                                        | 原町村                                        | 1955年3月31日 砥部町      | 1955年3月31日 砥部町                                                         | 1958年11月1日 伊豫市から鵜崎地区の一部を編入し 同地区を鵜ノ崎と改称 | 2005年1月1日 編入 砥部町         | 砥部町 |
| 広田村         | 1897年4月1日 伊予郡へ移行 | 広田村              | 広田村                                        | 広田村                                        | 広田村                                        | 広田村                    | 広田村                                                                       | 広田村                                                              | 2005年1月1日 編入 砥部町         | 砥部町 |
| 広田村         | 1897年4月1日 伊予郡へ移行 | 広田村              | 広田村                                        | 栗田地区                                      | 1929年3月15日 広田村から栗田地区を編入        | 1955年2月1日 編入 中山町  | 1955年2月1日 編入 中山町                                                     | 1955年2月1日 編入 中山町                                            | 2005年4月1日 編入 伊予市         | 伊予市 |
| 出淵村         | 1897年4月1日 伊予郡へ移行 | 出淵村              | 1907年1月1日 編入 中山村                      | 1925年4月1日 町制 中山町                      | 1929年3月15日 広田村から栗田地区を編入        | 1955年2月1日 編入 中山町  | 1955年2月1日 編入 中山町                                                     | 1955年2月1日 編入 中山町                                            | 2005年4月1日 編入 伊予市         | 伊予市 |
| 中山村         | 1897年4月1日 伊予郡へ移行 | 中山村              | 1907年1月1日 編入 中山村                      | 1925年4月1日 町制 中山町                      | 1929年3月15日 広田村から栗田地区を編入        | 1955年2月1日 編入 中山町  | 1955年2月1日 編入 中山町                                                     | 1955年2月1日 編入 中山町                                            | 2005年4月1日 編入 伊予市         | 伊予市 |
| 佐礼谷村       | 1897年4月1日 伊予郡へ移行 | 佐礼谷村            | 佐礼谷村                                      | 佐礼谷村                                      | 佐礼谷村                                      | 1955年2月1日 編入 中山町  | 1955年2月1日 編入 中山町                                                     | 1955年2月1日 編入 中山町                                            | 2005年4月1日 編入 伊予市         | 伊予市 |
| 上灘村         | 1897年4月1日 伊予郡へ移行 | 上灘村              | 上灘村                                        | 1921年9月3日 町制 上灘町                      | 上灘町                                        | 1955年3月31日 合併 双海町 | 1955年3月31日 合併 双海町                                                    | 1955年3月31日 合併 双海町                                           | 2005年4月1日 編入 伊予市         | 伊予市 |
| 下灘村         | 1897年4月1日 伊予郡へ移行 | 下灘村              | 下灘村                                        | 下灘村                                        | 下灘村                                        | 1955年3月31日 合併 双海町 | 1955年3月31日 合併 双海町                                                    | 1955年3月31日 合併 双海町                                           | 2005年4月1日 編入 伊予市         | 伊予市 |
| 下灘村         | 1897年4月1日 伊予郡へ移行 | 石畳地区            | 1908年10月1日 伊予郡下灘村から 石畳地区を編入 | 1908年10月1日 伊予郡下灘村から 石畳地区を編入 | 1908年10月1日 伊予郡下灘村から 石畳地区を編入 | 1955年1月1日 編入 内子町  | 1955年1月1日 編入 内子町                                                     | 1955年1月1日 編入 内子町                                            | 内子町                           | 内子町 |
| 喜多郡満穂村   | 満穂村                    | 満穂村              | 1908年10月1日 伊予郡下灘村から 石畳地区を編入 | 1908年10月1日 伊予郡下灘村から 石畳地区を編入 | 1908年10月1日 伊予郡下灘村から 石畳地区を編入 | 1955年1月1日 編入 内子町  | 1955年1月1日 編入 内子町                                                     | 1955年1月1日 編入 内子町                                            | 内子町                           | 内子町 |
| 浮穴村         | 1897年4月1日 温泉郡へ移行 | 浮穴村              | 浮穴村                                        | 浮穴村                                        | 浮穴村                                        | 浮穴村                    | 1959年4月10日 編入 松山市                                                    | 1968年10月25日 編入 松山市                                          | 松山市                           | 松山市 |
| 荏原村         | 1897年4月1日 温泉郡へ移行 | 荏原村              | 荏原村                                        | 荏原村                                        | 荏原村                                        | 1956年4月30日 合併 九谷村 | 1956年4月30日 合併 九谷村                                                    | 1968年10月25日 編入 松山市                                          | 松山市                           | 松山市 |
| 坂本村         | 1897年4月1日 温泉郡へ移行 | 坂本村              | 坂本村                                        | 坂本村                                        | 坂本村                                        | 1956年4月30日 合併 九谷村 | 1956年4月30日 合併 九谷村                                                    | 1968年10月25日 編入 松山市                                          | 松山市                           | 松山市 |
| 南吉井村       | 1897年4月1日 温泉郡へ移行 | 南吉井村            | 南吉井村                                      | 南吉井村                                      | 南吉井村                                      | 南吉井村                  | 1956年9月1日 合併 重信町                                                     | 重信町                                                              | 2004年9月21日 合併 東温市        | 東温市 |
| 拝志村         | 1897年4月1日 温泉郡へ移行 | 拝志村              | 拝志村                                        | 拝志村                                        | 拝志村                                        | 拝志村                    | 1956年9月1日 合併 重信町                                                     | 重信町                                                              | 2004年9月21日 合併 東温市        | 東温市 |
| 三内村         | 1897年4月1日 温泉郡へ移行 | 三内村              | 三内村                                        | 三内村                                        | 三内村                                        | 1955年4月25日 編入 川内村 | 1956年9月1日 周桑郡中川村から 滑川・明河（九騎・海上）を 編入の上町制 川内町 | 1956年9月30日 周桑郡丹原町から 明河（塩獄）を編入                   | 2004年9月21日 合併 東温市        | 東温市 |
| 周敷郡桜樹村   | 1897年4月1日 周桑郡へ移行 | 桜樹村              | 桜樹村                                        | 桜樹村                                        | 桜樹村                                        | 1955年7月20日 編入 中川村 | 1956年9月1日 周桑郡中川村から 滑川・明河（九騎・海上）を 編入の上町制 川内町 | 1956年9月30日 周桑郡丹原町から 明河（塩獄）を編入                   | 2004年9月21日 合併 東温市        | 東温市 |
| 周敷郡桜樹村   | 1897年4月1日 周桑郡へ移行 | 桜樹村              | 桜樹村                                        | 桜樹村                                        | 桜樹村                                        | 1955年7月20日 編入 中川村 | 丹原町 大字明河字塩獄地区                                                    | 1956年9月30日 周桑郡丹原町から 明河（塩獄）を編入                   | 2004年9月21日 合併 東温市        | 東温市 |
| 周敷郡桜樹村   | 1897年4月1日 周桑郡へ移行 | 桜樹村              | 桜樹村                                        | 桜樹村                                        | 桜樹村                                        | 1955年7月20日 編入 中川村 | 1956年9月1日 編入 丹原町                                                     | 1956年9月1日 編入 丹原町                                            | 2004年11月1日 編入 西条市        | 西条市 |